# 深夜止步
《深夜止步》（義大利語：Profondo Rosso）是一部1975年意大利惊悚幻想电影，達利歐·阿基多编导，剧本系阿尔真托与貝納迪諾·扎朋尼合写。1975年3月7日在意大利首映。配乐由哥布林樂隊创作及演奏。片中主角是由大衛·漢明斯扮演的音乐教师，他参与调查一持斧神秘人犯下的多宗谋杀案。
這部電影在義大利電影「鉛黃熱潮」的鼎盛時期上映，獲得了評論界和商業上的成功。這部電影被認為是铅黄电影的權威作品之一，也是阿基托最好的作品之一。

## 剧情
圣诞节期间，一个人在家中刺死了另一个人。一把带血的刀掉落在某个孩子脚边。
20年后，在都灵，焦尔达尼教授主持了一次超心理学会议，灵媒黑尔佳·乌尔曼出席了会议。黑尔佳突然感应到听众中某人“扭曲、变态、凶残”的想法而不知所措。后来在与焦尔达尼交谈时，黑尔佳说她相信自己能认出这个人，殊不知有人在暗中偷听。
当晚，一个戴着黑手套的人闯入黑尔佳的公寓，用切肉刀杀死了她。英国爵士音乐家兼乐队指挥马库斯·戴利路过时从窗户看到了这起凶杀案，他急忙赶到她的公寓，发现了她被肢解的尸体。警察赶到后，马库斯认为公寓里的一幅画不见了，但他无法确定到底少了什么。
媒体公开马库斯的目击者身份，刊登了记者詹娜·布雷齐给他拍的照片。第二天一早，马库斯来到酗酒的朋友卡洛家中，却只找到了卡洛古怪的母亲玛尔塔，而玛尔塔似乎对马库斯很感兴趣。当晚，凶手在马库斯的门外播放了一段儿歌录音。马库斯设法在凶手进来之前锁上了门，但他听到了凶手粗鲁的低语：“我迟早会杀了你。”詹娜为拍摄马库斯的照片而危及到他而感到内疚，她开始帮助马库斯进行调查。
马库斯把这次遭遇告诉了焦尔达尼，两人是在黑尔佳的葬礼上认识的。焦尔达尼注意到黑尔佳也提到在幻觉中听到了孩子的歌声，于是想起了一本现代民俗书，书中描述了当地的一个鬼屋，在那里有时会听到孩子的歌声。马库斯在图书馆找到了这本民俗书。他撕下了那幢房子的照片，打算拜访该书的作者以了解更多信息。然而，一直监视着马库斯的凶手在马库斯赶到之前袭击了作者，将她淹死在滚烫的水中。
马库斯利用书中的照片找到了那座巨大的废弃房屋。在石膏板下，他发现了一幅令人不安的壁画：一个孩子拿着一把血淋淋的刀，地上是一具尸体。他离开后，一块松动的石膏板掉了下来，露出了画中的另一个人物。与此同时，一直协助马库斯调查的焦尔达尼在被一个大型机械玩偶分散注意力后被凶手杀害。

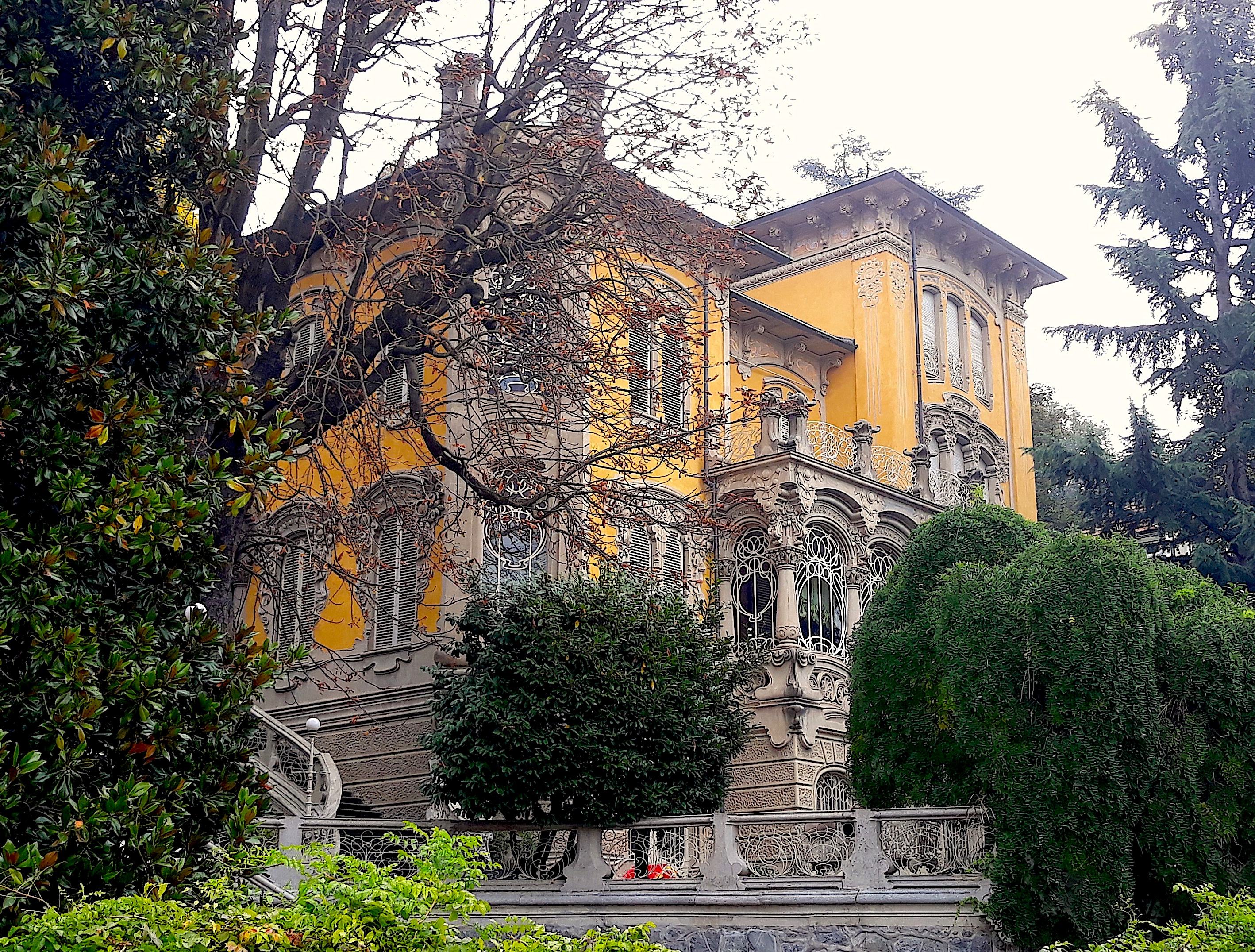
斯科特别墅，電影中的「尖叫孩子之家」

马库斯继续在废弃的房子里搜查，他发现了一个被墙隔开的房间。在满是灰尘的地板中央，摆放着一具干瘪的尸体。马库斯惊恐地向后退去，突然有人将他打昏。他在房子外面醒来，此时房子已经起火正在燃烧。詹娜出现了，解释说她收到了马库斯关于调查房子的信息，及时赶来救了他。马库斯和詹娜在看守人家里等待警察时，注意到看守人的女儿画了一幅和他在房子里发现的隐藏壁画一模一样的画。她告诉他，她在当地学校的档案中看到过这幅画。
马库斯和詹娜立即前往学校。马库斯在一名学生的档案中发现了这幅画。詹娜去报警时，有人刺伤了她。马库斯认出了袭击者，是他的朋友卡洛，他小时候曾画过这些令人不安的画。警察赶到后，卡洛逃进了黑暗的街道，一辆垃圾车撞上了他，把他在地上拖行。卡车停下时，一辆迎面而来的汽车从卡洛的头上碾过。
在医院，马库斯得知詹娜幸存了下来。马库斯记起，在黑尔佳被杀的当晚，他遇到了完全醉倒的卡洛，而他来的方向与杀人现场的方向不同，这意味着卡洛不可能是凶手。马库斯重新调查了黑尔佳的公寓。在那里，他頓悟了：黑尔佳被杀当晚，他进入公寓时看到的不是一幅消失的画，而是凶手的倒影，呈现在一面镜子里。马库斯意识到他看到的是卡洛的母亲玛尔塔，这时她拿着一把切肉刀出现在他身后。玛尔塔解释说，在她丈夫说要把她送进精神病人收容所后，她当着小卡洛的面杀害了他。她用墙隔开了藏尸的房间。卡洛心理上留下了创伤，年幼的他難以抑制地画下了当时的场景，成年后又试图用酒精来压抑杀人的记忆。他袭击了马库斯和詹娜，以保护他杀人的母亲免受他们的调查。
玛尔塔袭击了马库斯，并用菜刀打伤了他。玛尔塔的项链被大楼电梯的栅栏缠住，马库斯按下按钮，电梯下行，将她的脖子勒断。

## 演员
- 大衛·漢明斯（英语：David Hemmings） 饰 马库斯·戴利
- 達里亞·尼古洛蒂（英语：Daria Nicolodi） 饰 詹娜·布雷齐
- 蓋布瑞爾·拉維亞（英语：Gabriele Lavia） 饰 卡洛·曼加涅洛
  - 雅各波·馬里亞尼 饰 幼年的卡洛
- 玛莎·梅里尔 饰 黑尔佳·乌尔曼
- 厄洛斯·帕尼（英语：Eros Pagni） 饰 警察局長卡尔卡布里尼
- 茱莉婭娜·卡蘭德拉（英语：Giuliana Calandra） 饰 阿曼达·里盖蒂
- 克拉拉·卡拉梅（英语：Clara Calamai） 饰 玛尔塔·曼加涅洛
- 皮耶羅·馬津希 饰 巴尔迪
- 格勞哥·毛里（英语：Glauco Mauri） 饰 焦尔达尼教授
- 利亚娜·德尔巴尔索（英语：Liana Del Balzo） 饰 埃尔薇拉
- 格拉爾丁·霍伯 饰 马西莫·里奇
- 尼科萊塔·艾米（英语：Nicoletta Elmi） 饰 奥尔加
- 富里奥·梅尼科尼（英语：Furio Meniconi） 饰 罗迪
- 弗爾維奧·明戈齊（英语：Fulvio Mingozzi） 饰 明戈齐

## 影響
這部電影中的兩組關鍵鏡頭影響了後來的恐怖電影的導演：大衛·柯能堡的《掃描者大對決》中著名的頭部爆炸場景的前奏是模仿《深夜止步》開頭的超心理學討論，瑞克·羅森塔爾的《月光光心慌慌2》中被滾水殺死的靈感來自於茱莉婭娜·卡蘭德拉飾演的阿曼达·里盖蒂本片中的死法。
導演溫子仁表示，達利歐·阿基多的作品對《奪魂鋸》恐怖系列產生了影響，而該系列反派的化身木偶比利在視覺上與《深夜止步》中威脅焦尔达尼的機械娃娃相似。
Profondo Rosso是一家罗马恐怖紀念品商店的名稱，由阿基多和路易吉·柯齊擁有和經營，以這部電影命名。

## 外部連結
- 互联网电影数据库（IMDb）上《深夜止步》的资料（英文）
- 爛番茄上《深夜止步》的資料（英文）
- 豆瓣电影上《深夜止步》的資料 （简体中文）